# 윌리엄 헤인즈
윌리엄 헤인즈(William Haines, 1900년 1월 2일 ~ 1973년 12월 26일)는 미국의 배우, 디자이너, 각본가, 영화배우이다.

## 영화
- 저스트 어 지골로 (1931년)
- 프리 앤 이지 (1930년)
- 네이비 블루스 (1929년)
- 할리우드 리뷰 오브 1929 (1929년)
- 쇼 피플 (1928년)
- 샐리, 아이린 앤 메리 (1925년)
- 소울 포 세일 (1923년)